# Национальная и университетская библиотека Боснии и Герцеговины
Национальная и университетская библиотека Боснии и Герцеговины (босн. , сербохорв. и хорв. Nacionalna i univerzitetska biblioteka Bosne i Hercegovine, также Вьечница) — является Национальной библиотекой Боснии и Герцеговины, расположенной в городе Сараево. Первоначально библиотека использовалась как ратуша и была крупнейшим и наиболее представительным зданием австро-венгерского периода в Сараево.

## История

### Строительство и использование

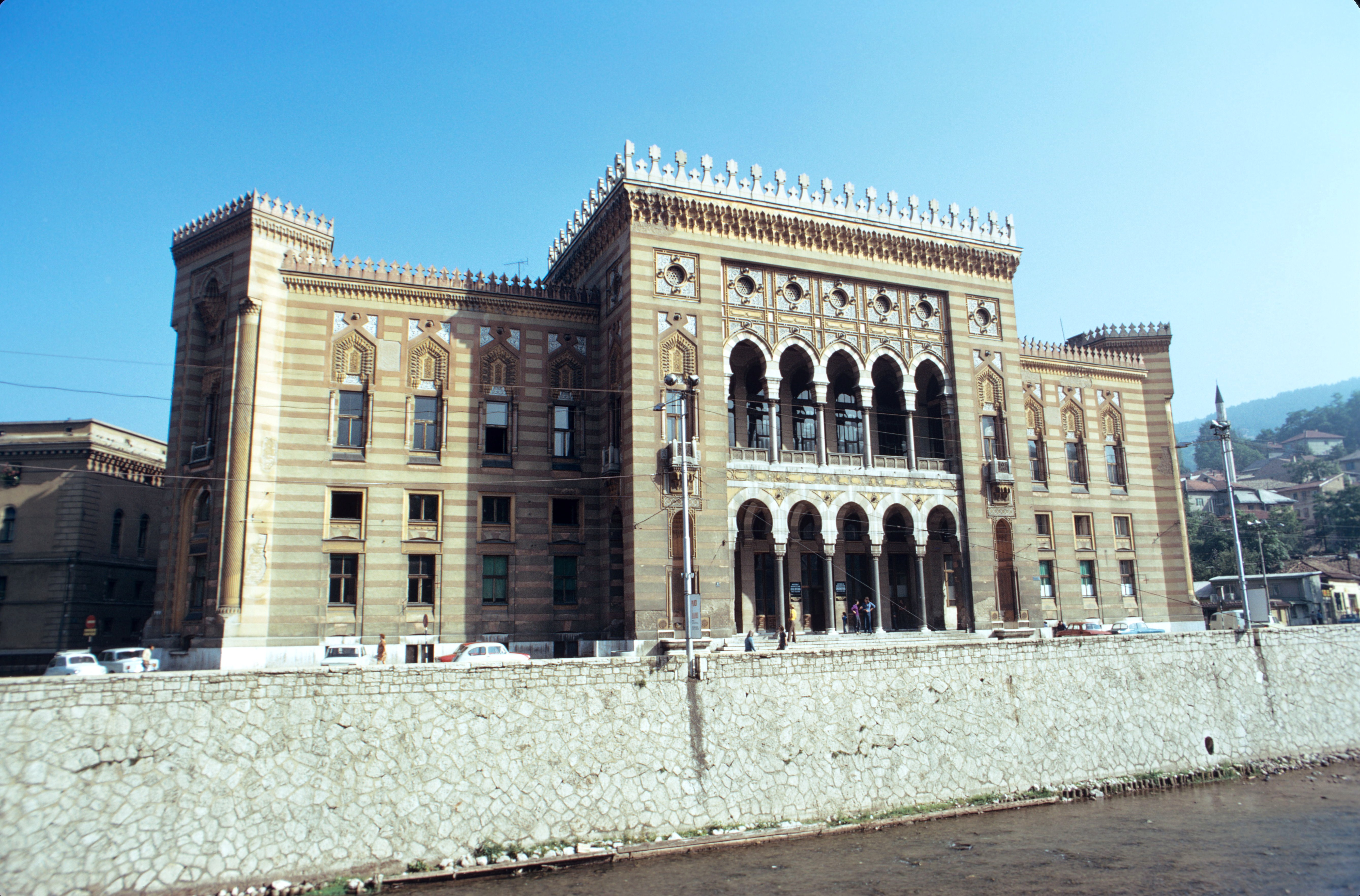
Библиотека в 1974 году

Проект ратуши был разработан в 1891 году чешским архитектором Карелом Пареком, но критика со стороны министра финансов барона Биньямина Каллаи, заставила его прекратить работу над проектом. С 1892 по 1893 год над проектом работал Александр Виттек, однако он умер в 1894 году после тяжёлой болезни в городе Граце, и работа была завершена хорватским архитектором Чирилом Ивековичем. Здание было построено в неомавританском стиле, характерным для исламского испанского и североафриканского искусства. Строительные работы начались в 1892 году и были завершены в 1894 году. На строительство было затрачено 984 тысяч австро-венгерских крон, из которых 32 тысячи крон были потрачены на оборудование и различные приспособления. Ратуша была официально открыта 20 апреля 1896 года и передана городской администрации. В 1914 году на выезде именно из этого здания был убит наследник австро-венгерского престола эрцгерцог Франц Фердинанд, что положило начало Первой мировой войне. Администрация занимала здание до 1949 года, после чего здание было передано Национальной и университетской библиотеке Боснии и Герцеговины.

### Пожар

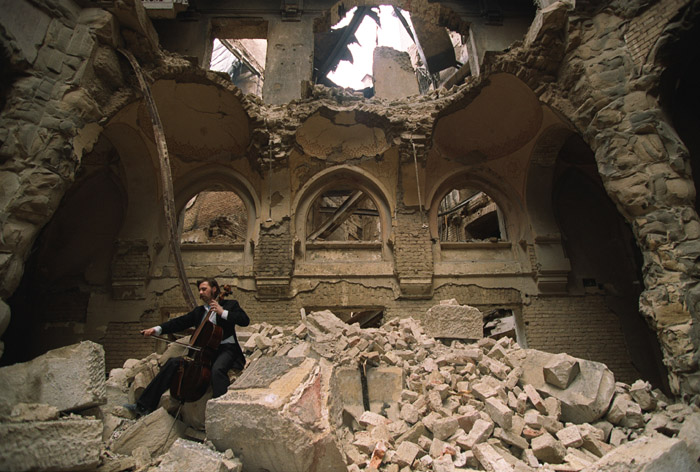
Ведран Смайлович играет на руинах библиотеки, 1994 год

25 августа 1992 года, во время осады Сараева, библиотека подверглась сильному обстрелу и сгорела. Попутно были украдены около 700 рукописей и инкунабул, а также уникальная коллекция боснийских изданий культурного возрождения XIX века. Перед атакой в библиотеке насчитывалось 1,5 млн томов и более 155 тысяч редких книг и рукописей. Некоторые граждане и библиотекари пытались спасти часть книг, находясь под снайперским огнём, в результате погиб по крайней мере один человек. Но большинство книг не смогли сохранить от пожара.

### Реконструкция
Структурный ремонт здания планировалось осуществить по годам в четыре этапа: с 1996 по 1997 (финансировалось за счёт субсидии из Турции), с 2000 по 2004 (финансировалось за счёт субсидии турецкой комиссии). Третий этап начался в сентябре 2012 года и стоил 4 млн 600 тысяч КМ (около 2 млн 370 тысяч €). Четвёртый этап начался после завершения третьего этапа и продлился около 20 месяцев, с отделкой в конце 2013 года и стоимостью в 14 млн КМ (около 7 млн 230 тысяч €), обеспеченных за счёт программы подготовки и вступлению в эксплуатацию. На этой стадии весь интерьер был реконструирован, а экспонаты (картины, скульптуры, книги) прошли реставрацию. Всё, что возможно было восстановить, было сделано, в то время как утерянные вещи были созданы заново с помощью специальных технологий. Вся реконструкция и процесс восстановления, по оценкам, обошлись примерно в 25 млн КМ (около 13 миллионов €).

### Открытие
9 мая 2014 года после реставрации Национальная и университетская библиотека Боснии и Герцеговины была торжественно открыта с участием Сараевского филармонического оркестра и Ведрана Смайловича. Столь долгий срок реконструкции является свидетельством проблем в управлении страной, к тому же на церемонии не присутствовали представители боснийских сербов.
Предполагается, что здание будет использоваться для различных протокольных мероприятий всех уровней власти, концертов и выставок. Помимо расположения в здании библиотеки, там будет размещён также сессионный зал городского совета.